# Bahia house
Bahia house, o Samba de roda modernizado, è un genere musicale nato a Bahia, in Brasile, alla fine degli anni 2010.
Il genere è stato creato da Banda Vingadora, che inizialmente ha descritto il genere come "samba de roda modernizzato", poiché ha riunito elementi di Bahia samba de roda con aspetti sempre più evidenti della musica elettronica. Con lo sviluppo di questo stile, ci sono state diverse influenze da altri generi musicali brasiliani fino a quando non è stata creata una solida identità, come il sertanejo.